# 塔米·喬·舒爾茨
塔米·喬·舒爾茨（英語：Tammie Jo Shults，1961年11月2日—），美國退休商業航空公司機長、作家和前海軍飛行員。她以作為第一批在美國海軍服役的女戰鬥機飛行員而聞名，在退伍之後，她成為西南航空公司的飛行員，並於2020年從西南航空公司退休。
2018年4月17日，作為西南航空公司1380號航班的機長，她在一架波音737-700因發動機故障導致飛機快速減壓後安全降落。
2020年12月10日，舒爾茨入選國際航空航天名人堂。